# 東海水森氏鰍
東海水森氏鰍為輻鰭魚綱鯉形目鰍科的其中一種，為熱帶淡水魚，分布於亞洲日本本州東海地區從伊勢灣至三河灣沿岸淡水流域，體長可達5.6公分，棲息在底層水域，生活習性不明。

## 扩展阅读
維基物種上的相關：東海水森氏鰍